# Louis Van Overstraeten

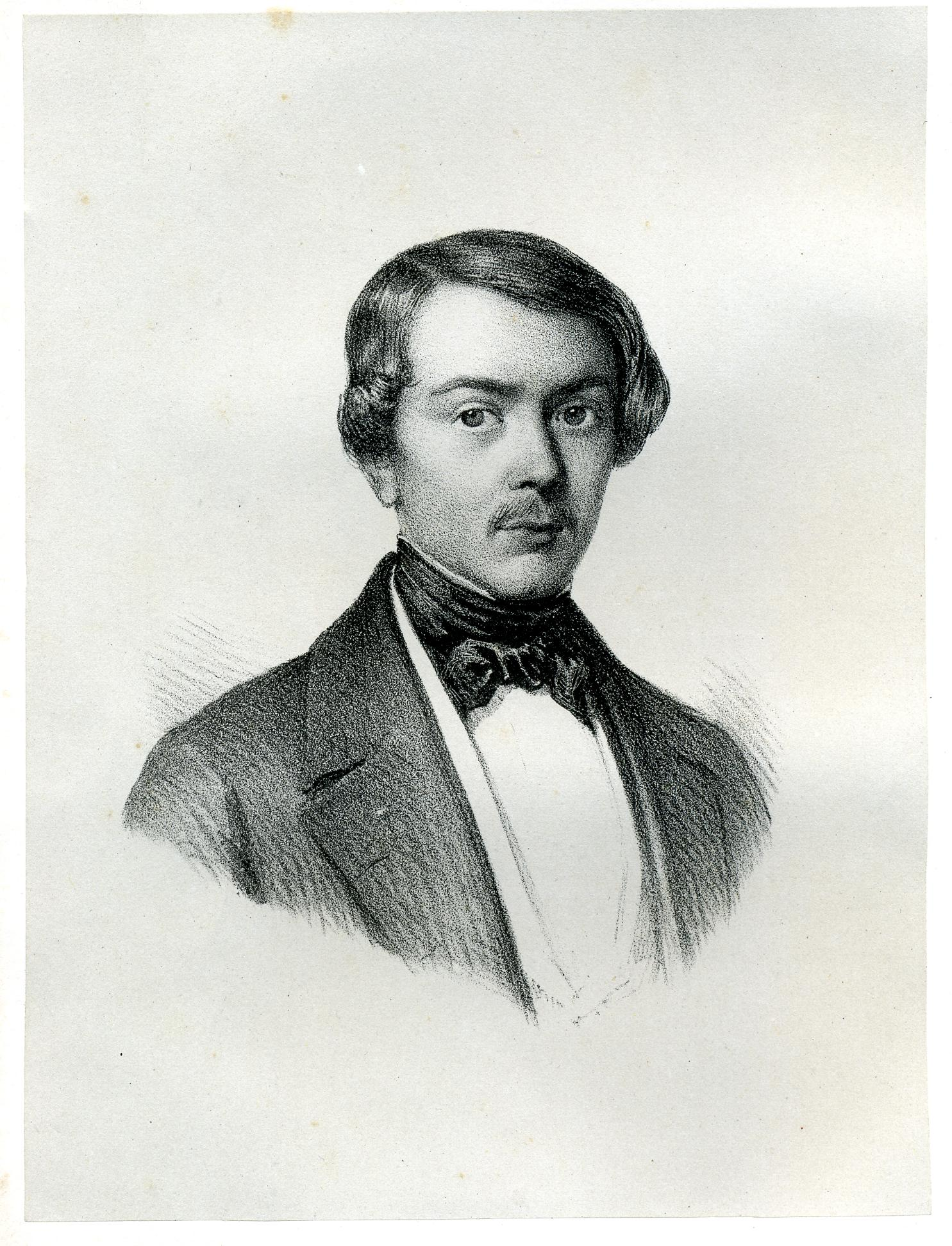
Louis Van Overstraeten

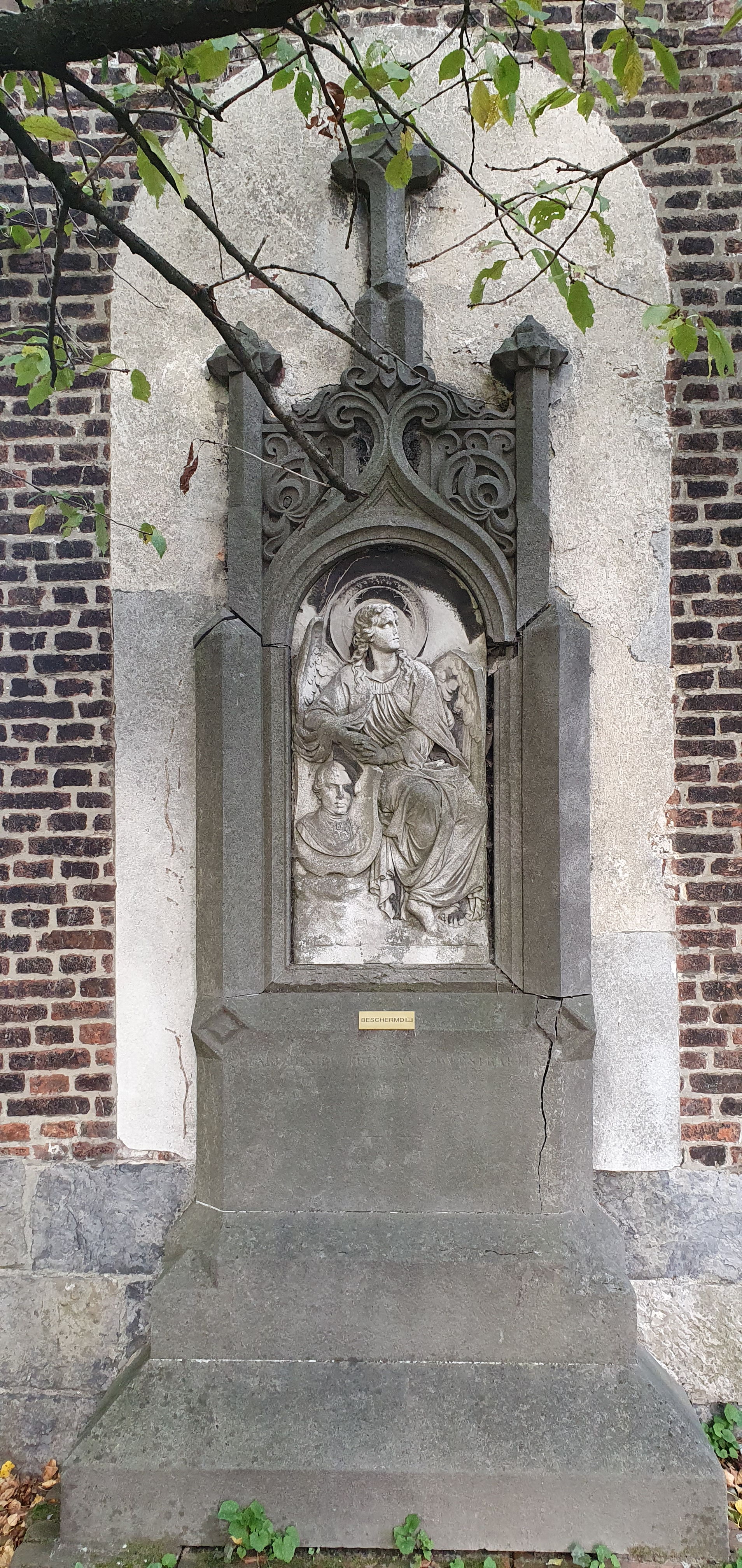
Grab von Louis Van Overstraeten auf dem Campo Santo (Sint-Amandsberg)

Louis Van Overstraeten (* 17. Mai 1818 in Löwen; † 24. Juli 1849 in Gent) war ein belgischer Architekt.

## Leben
Louis Van Overstraeten  war ein Schüler von Lodewijk Roelandt an der Koninklijke Academie voor Schone Kunsten (Königliche Akademie der Schönen Künste) in Antwerpen.
Zusammen mit seinem Lehrer Lodewijk Roelandt entwarf er 1841–1842 die Liebfrauenkirche (Onze Lieve Vrouwe) in Sint-Niklaas.
Im Jahr 1844 gewann Louis Van Overstraeten den vom Pfarrverwaltungsrat organisierten Wettbewerb für eine monumentale Kirche in Schaerbeek. Der Bau der Marienkirche (Koninklijke Sint-Mariakerk) begann 1845 und die Kirche wurde am 15. August 1853 als Hommage an die drei Jahre zuvor verstorbene Königin Louise-Marie eingeweiht. Seit 1976 steht die Marienkirche unter Denkmalschutz.
In den Jahren 1846–1847 nahm er an einem weiteren Wettbewerb zur Neugestaltung der Rue Royale (ndl.: Koningsstraat) und zur Schaffung des Place du Congrès teil. Die Rue Royale geht von der Marienkirche zum Place Royal Bruxelles. In der Mitte ist der Place du Congrès. Der Stadtrat hatte zunächst aus den 52 Entwürfen den von  Louis Van Overstraeten ausgewählt, der jedoch nach Intervention von Jean-Pierre Cluysenaar und nach einem erbitterten Streit nicht umgesetzt wurde
Die Sint-Willibrordus-Kirche in Middelkerke wurde im 19. Jahrhundert zum großen Teil abgerissen und durch eine neogotische Kirche ersetzt. Louis Van Overstraeten entwarf die Neugestaltung.
Er hinterlässt auch ein malerisches Werk, das von seinem Talent als Landschaftsmaler zeugt.
Van Overstraeten war mit Mathilde-Jeanne Roelandt verheiratet, einer Tochter seines Lehrers; sie hatten eine Tochter Ludovica. Louis Van Overstraeten starb im Alter von 31 Jahren an der Cholera.
Sein Grab ist auf dem Friedhof Campo Santo, in Sint-Amandsberg einem Stadtteil von Gent. Für das Grab schuf sein Schwager Joseph Geefs ein Engelsrelief. Joseph Geefs war mit Adèle Sylvie Roelandt (23. November 1823 in Gent, starb am 5. März 1911 in Antwerpen) verheiratet.

## Bildergalerie

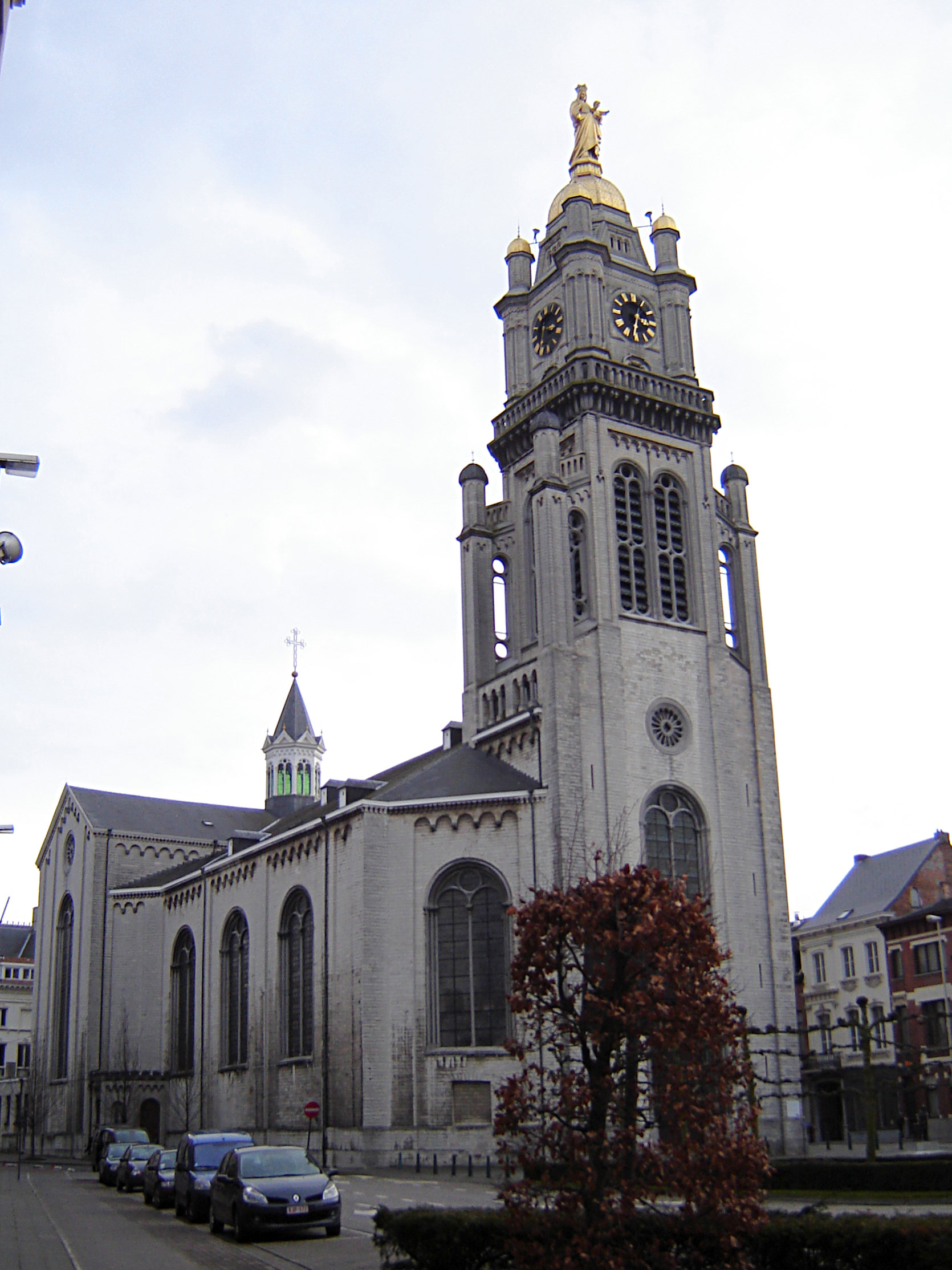
Liebfrauenkirche (Onze Lieve Vrouwe) in Sint-Niklaas
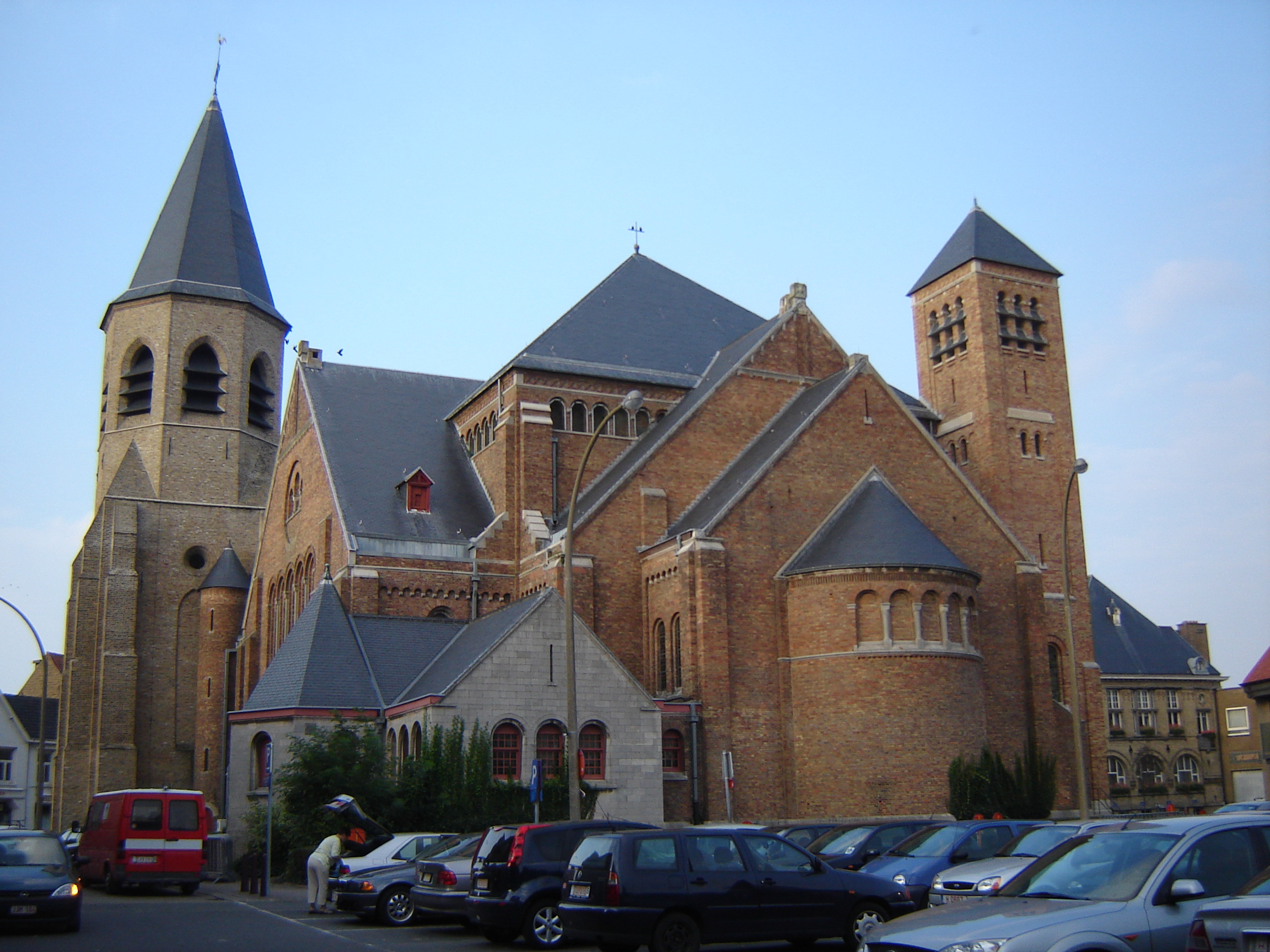
Sankt-Willibrorduskirche in Middelkerke
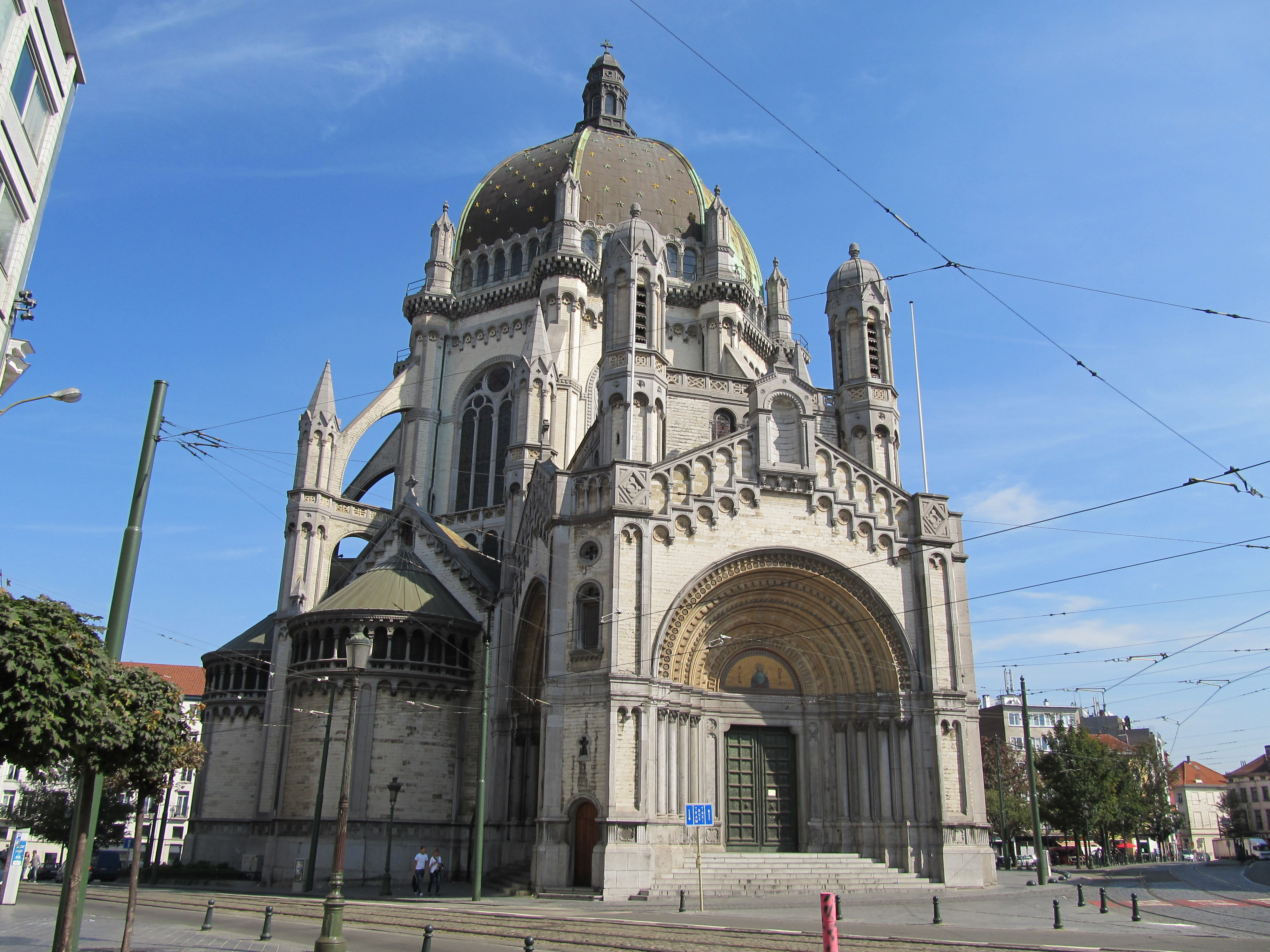
Marienkirche (Koninklijke Sint-Mariakerk) in Brüssel